# Zlatko Zahovič
Zlatko Zahovič (Maribor, 1º febbraio 1971) è un dirigente sportivo ed ex calciatore sloveno, di ruolo centrocampista, attuale direttore sportivo del Maribor.
Considerato il miglior giocatore della storia del calcio sloveno, detiene il record di marcature della sua nazionale con 35 reti in 80 presenze.

## Biografia
Ha un figlio, Luka, che è un calciatore professionista.

## Carriera

### Giocatore

#### Club
Nato a Maribor da genitori di origine serba, Zahovič cominciò la sua carriera nelle giovanili del Kovinar Maribor. Nel 1989 fu notato da un famoso calciatore jugoslavo, Milko Ǵurovski (che in quell'anno prestava servizio militare a Maribor). In seguito giocò con Partizan Belgrado (1989-1993), Zrenjanin (1990-1991, in prestito dal Partizan), Vitória Guimarães (1993-1996), Porto (1996-1999), Olympiakos (1999-2000), Valencia (2000-2001) e Benfica (2001-2005). Nel 2001, con il Valencia, arrivò alla finale di Champions League, persa ai calci di rigore contro il Bayern Monaco; in particolare, fu uno dei rigoristi che fallì il tiro dal dischetto, che si fece parare da Oliver Kahn.

#### Nazionale
Nella nazionale slovena Zahovič ha totalizzato 80 presenze e 35 reti (record assoluto); la sua prima partita con la Slovenia avvenne il 7 novembre 1992, nell'amichevole contro Cipro, mentre l'ultima si tenne il 28 aprile 2004 contro la Svizzera. Sempre con la nazionale slovena, ha partecipato al campionato europeo di calcio nel 2000 in Belgio e Paesi Bassi (segnando tre delle quattro reti slovene realizzate nel torneo) ed al campionato mondiale di calcio nel 2002 in Giappone e Corea del Sud (in cui fu rispedito a casa dopo la partita contro la Spagna per via di vari contrasti con l'allora commissario tecnico Srečko Katanec).

### Dirigente sportivo
Dal 2007 ricopre il ruolo di direttore sportivo del Maribor.

## Statistiche

### Cronologia presenze e reti in nazionale
| Cronologia completa delle presenze e delle reti in nazionale ― Slovenia | Cronologia completa delle presenze e delle reti in nazionale ― Slovenia | Cronologia completa delle presenze e delle reti in nazionale ― Slovenia | Cronologia completa delle presenze e delle reti in nazionale ― Slovenia | Cronologia completa delle presenze e delle reti in nazionale ― Slovenia | Cronologia completa delle presenze e delle reti in nazionale ― Slovenia | Cronologia completa delle presenze e delle reti in nazionale ― Slovenia | Cronologia completa delle presenze e delle reti in nazionale ― Slovenia |
| Data                                                                    | Città                                                                   | In casa                                                                 | Risultato                                                               | Ospiti                                                                  | Competizione                                                            | Reti                                                                    | Note                                                                    |
| ----------------------------------------------------------------------- | ----------------------------------------------------------------------- | ----------------------------------------------------------------------- | ----------------------------------------------------------------------- | ----------------------------------------------------------------------- | ----------------------------------------------------------------------- | ----------------------------------------------------------------------- | ----------------------------------------------------------------------- |
| 18-11-1992                                                              | Larnaca                                                                 | Cipro                                                                   | 1 – 1                                                                   | Slovenia                                                                | Amichevole                                                              | -                                                                       | 80’                                                                     |
| 13-10-1993                                                              | Kranj                                                                   | Slovenia                                                                | 1 – 4                                                                   | Macedonia                                                               | Amichevole                                                              | -                                                                       |                                                                         |
| 8-2-1994                                                                | Ta' Qali                                                                | Georgia                                                                 | 0 – 1                                                                   | Slovenia                                                                | Amichevole                                                              | -                                                                       |                                                                         |
| 10-2-1994                                                               | Ta' Qali                                                                | Tunisia                                                                 | 2 – 2                                                                   | Slovenia                                                                | Amichevole                                                              | -                                                                       | 75’                                                                     |
| 12-2-1994                                                               | Ta' Qali                                                                | Malta                                                                   | 0 – 1                                                                   | Slovenia                                                                | Amichevole                                                              | -                                                                       |                                                                         |
| 1-6-1994                                                                | Bucarest                                                                | Romania                                                                 | 0 – 0                                                                   | Slovenia                                                                | Amichevole                                                              | -                                                                       | 88’                                                                     |
| 16-11-1994                                                              | Maribor                                                                 | Slovenia                                                                | 1 – 2                                                                   | Lituania                                                                | Qual. Euro 1996                                                         | 1                                                                       |                                                                         |
| 29-3-1995                                                               | Maribor                                                                 | Slovenia                                                                | 3 – 0                                                                   | Estonia                                                                 | Qual. Euro 1996                                                         | 1                                                                       | 66’                                                                     |
| 26-4-1995                                                               | Zagabria                                                                | Croazia                                                                 | 2 – 0                                                                   | Slovenia                                                                | Qual. Euro 1996                                                         | -                                                                       | 75’                                                                     |
| 7-6-1995                                                                | Vilnius                                                                 | Lituania                                                                | 2 – 1                                                                   | Slovenia                                                                | Qual. Euro 1996                                                         | -                                                                       |                                                                         |
| 11-6-1995                                                               | Tallinn                                                                 | Estonia                                                                 | 1 – 3                                                                   | Slovenia                                                                | Qual. Euro 1996                                                         | 1                                                                       |                                                                         |
| 6-9-1995                                                                | Udine                                                                   | Italia                                                                  | 1 – 0                                                                   | Slovenia                                                                | Qual. Euro 1996                                                         | -                                                                       | 77’                                                                     |
| 11-10-1995                                                              | Lubiana                                                                 | Slovenia                                                                | 3 – 2                                                                   | Ucraina                                                                 | Qual. Euro 1996                                                         | 1                                                                       |                                                                         |
| 7-2-1996                                                                | Ta' Qali                                                                | Islanda                                                                 | 1 – 7                                                                   | Slovenia                                                                | Amichevole                                                              | -                                                                       |                                                                         |
| 27-3-1996                                                               | Łódź                                                                    | Polonia                                                                 | 0 – 0                                                                   | Slovenia                                                                | Amichevole                                                              | -                                                                       | 46’                                                                     |
| 24-4-1996                                                               | Amarousio                                                               | Grecia                                                                  | 2 – 0                                                                   | Slovenia                                                                | Qual. Mondiali 1998                                                     | -                                                                       |                                                                         |
| 21-5-1996                                                               | Lubiana                                                                 | Slovenia                                                                | 2 – 2                                                                   | Emirati Arabi Uniti                                                     | Amichevole                                                              | -                                                                       | 46’                                                                     |
| 1-9-1996                                                                | Lubiana                                                                 | Slovenia                                                                | 0 – 2                                                                   | Danimarca                                                               | Qual. Mondiali 1998                                                     | -                                                                       |                                                                         |
| 10-11-1996                                                              | Lubiana                                                                 | Slovenia                                                                | 1 – 2                                                                   | Bosnia ed Erzegovina                                                    | Qual. Mondiali 1998                                                     | 1                                                                       |                                                                         |
| 2-4-1997                                                                | Spalato                                                                 | Croazia                                                                 | 3 – 3                                                                   | Slovenia                                                                | Qual. Mondiali 1998                                                     | -                                                                       | 34’                                                                     |
| 6-9-1997                                                                | Lubiana                                                                 | Slovenia                                                                | 0 – 3                                                                   | Grecia                                                                  | Qual. Mondiali 1998                                                     | -                                                                       | 60’                                                                     |
| 11-10-1997                                                              | Lubiana                                                                 | Slovenia                                                                | 1 – 3                                                                   | Croazia                                                                 | Qual. Mondiali 1998                                                     | 1                                                                       | 30’                                                                     |
| 5-2-1998                                                                | Germasogeia                                                             | Islanda                                                                 | 0 – 3                                                                   | Slovenia                                                                | Amichevole                                                              | 2                                                                       | cap.                                                                    |
| 6-2-1998                                                                | Germasogeia                                                             | Slovacchia                                                              | 1 – 1                                                                   | Slovenia                                                                | Amichevole                                                              | 1                                                                       | cap. 72’                                                                |
| 9-2-1998                                                                | Limassol                                                                | Cipro                                                                   | 1 – 0                                                                   | Slovenia                                                                | Amichevole                                                              | -                                                                       | cap. 36’                                                                |
| 25-3-1998                                                               | Varsavia                                                                | Polonia                                                                 | 2 – 0                                                                   | Slovenia                                                                | Amichevole                                                              | -                                                                       | cap. 15’                                                                |
| 22-4-1998                                                               | Murska Sobota                                                           | Slovenia                                                                | 1 – 3                                                                   | Rep. Ceca                                                               | Amichevole                                                              | -                                                                       | cap.                                                                    |
| 19-8-1998                                                               | Zalaegerszeg                                                            | Ungheria                                                                | 2 – 1                                                                   | Slovenia                                                                | Amichevole                                                              | -                                                                       | 79’                                                                     |
| 6-9-1998                                                                | Atene                                                                   | Grecia                                                                  | 2 – 2                                                                   | Slovenia                                                                | Qual. Euro 2000                                                         | 2                                                                       | 4’                                                                      |
| 10-10-1998                                                              | Lubiana                                                                 | Slovenia                                                                | 1 – 2                                                                   | Norvegia                                                                | Qual. Euro 2000                                                         | 1                                                                       | 46’                                                                     |
| 14-10-1998                                                              | Maribor                                                                 | Slovenia                                                                | 1 – 0                                                                   | Lettonia                                                                | Qual. Euro 2000                                                         | -                                                                       |                                                                         |
| 6-2-1999                                                                | Mascate                                                                 | Slovenia                                                                | 0 – 2                                                                   | Svizzera                                                                | Amichevole                                                              | -                                                                       |                                                                         |
| 8-2-1999                                                                | Mascate                                                                 | Oman                                                                    | 0 – 7                                                                   | Slovenia                                                                | Amichevole                                                              | 1                                                                       |                                                                         |
| 27-3-1999                                                               | Tbilisi                                                                 | Georgia                                                                 | 1 – 1                                                                   | Slovenia                                                                | Qual. Euro 2000                                                         | -                                                                       |                                                                         |
| 28-4-1999                                                               | Lubiana                                                                 | Slovenia                                                                | 1 – 1                                                                   | Finlandia                                                               | Amichevole                                                              | 1                                                                       | cap.                                                                    |
| 5-6-1999                                                                | Riga                                                                    | Lettonia                                                                | 1 – 2                                                                   | Slovenia                                                                | Qual. Euro 2000                                                         | 2                                                                       |                                                                         |
| 9-6-1999                                                                | Scutari                                                                 | Albania                                                                 | 0 – 1                                                                   | Slovenia                                                                | Qual. Euro 2000                                                         | 1                                                                       |                                                                         |
| 18-8-1999                                                               | Lubiana                                                                 | Slovenia                                                                | 2 – 0                                                                   | Albania                                                                 | Qual. Euro 2000                                                         | 1                                                                       |                                                                         |
| 4-9-1999                                                                | Lubiana                                                                 | Slovenia                                                                | 2 – 1                                                                   | Georgia                                                                 | Qual. Euro 2000                                                         | 1                                                                       | 90’                                                                     |
| 8-9-1999                                                                | Oslo                                                                    | Norvegia                                                                | 4 – 0                                                                   | Slovenia                                                                | Qual. Euro 2000                                                         | -                                                                       | 2’                                                                      |
| 13-11-1999                                                              | Lubiana                                                                 | Slovenia                                                                | 2 – 1                                                                   | Ucraina                                                                 | Qual. Euro 2000                                                         | 1                                                                       |                                                                         |
| 17-11-1999                                                              | Kiev                                                                    | Ucraina                                                                 | 1 – 1                                                                   | Slovenia                                                                | Qual. Euro 2000                                                         | -                                                                       | 9’                                                                      |
| 19-2-2000                                                               | Mascate                                                                 | Emirati Arabi Uniti                                                     | 1 – 1                                                                   | Slovenia                                                                | Amichevole                                                              | -                                                                       | 46’                                                                     |
| 23-2-2000                                                               | Mascate                                                                 | Oman                                                                    | 0 – 4                                                                   | Slovenia                                                                | Amichevole                                                              | 1                                                                       | cap.                                                                    |
| 26-4-2000                                                               | Saint-Denis                                                             | Francia                                                                 | 3 – 2                                                                   | Slovenia                                                                | Amichevole                                                              | -                                                                       | 39’                                                                     |
| 3-6-2000                                                                | Lubiana                                                                 | Slovenia                                                                | 2 – 0                                                                   | Arabia Saudita                                                          | Amichevole                                                              | 1                                                                       |                                                                         |
| 13-6-2000                                                               | Charleroi                                                               | Jugoslavia                                                              | 3 – 3                                                                   | Slovenia                                                                | Euro 2000 - 1º turno                                                    | 2                                                                       |                                                                         |
| 18-6-2000                                                               | Amsterdam                                                               | Slovenia                                                                | 1 – 2                                                                   | Spagna                                                                  | Euro 2000 - 1º turno                                                    | 1                                                                       |                                                                         |
| 21-6-2000                                                               | Arnhem                                                                  | Slovenia                                                                | 0 – 0                                                                   | Norvegia                                                                | Euro 2000 - 1º turno                                                    | -                                                                       |                                                                         |
| 3-9-2000                                                                | Toftir                                                                  | Fær Øer                                                                 | 2 – 2                                                                   | Slovenia                                                                | Qual. Mondiali 2002                                                     | -                                                                       |                                                                         |
| 7-10-2000                                                               | Lussemburgo                                                             | Lussemburgo                                                             | 1 – 2                                                                   | Slovenia                                                                | Qual. Mondiali 2002                                                     | 1                                                                       |                                                                         |
| 11-10-2000                                                              | Lubiana                                                                 | Slovenia                                                                | 2 – 2                                                                   | Svizzera                                                                | Qual. Mondiali 2002                                                     | -                                                                       | 77’                                                                     |
| 28-2-2001                                                               | Capodistria                                                             | Slovenia                                                                | 0 – 2                                                                   | Uruguay                                                                 | Amichevole                                                              | -                                                                       |                                                                         |
| 24-3-2001                                                               | Mosca                                                                   | Russia                                                                  | 1 – 1                                                                   | Slovenia                                                                | Qual. Mondiali 2002                                                     | -                                                                       |                                                                         |
| 28-3-2001                                                               | Lubiana                                                                 | Slovenia                                                                | 1 – 1                                                                   | Jugoslavia                                                              | Qual. Mondiali 2002                                                     | 1                                                                       |                                                                         |
| 25-4-2001                                                               | Copenaghen                                                              | Danimarca                                                               | 3 – 0                                                                   | Slovenia                                                                | Amichevole                                                              | -                                                                       | Ammonizione                                                             |
| 2-6-2001                                                                | Lubiana                                                                 | Slovenia                                                                | 2 – 0                                                                   | Lussemburgo                                                             | Qual. Mondiali 2002                                                     | 2                                                                       |                                                                         |
| 6-6-2001                                                                | Berna                                                                   | Svizzera                                                                | 0 – 1                                                                   | Slovenia                                                                | Qual. Mondiali 2002                                                     | -                                                                       | 88’                                                                     |
| 15-8-2001                                                               | Lubiana                                                                 | Slovenia                                                                | 2 – 2                                                                   | Romania                                                                 | Amichevole                                                              | 1                                                                       | 46’                                                                     |
| 5-9-2001                                                                | Belgrado                                                                | Jugoslavia                                                              | 1 – 1                                                                   | Slovenia                                                                | Qual. Mondiali 2002                                                     | -                                                                       | 57’                                                                     |
| 12-2-2002                                                               | Hong Kong                                                               | Honduras                                                                | 5 – 1                                                                   | Slovenia                                                                | Amichevole                                                              | 1                                                                       | 84’                                                                     |
| 27-3-2002                                                               | Zagabria                                                                | Croazia                                                                 | 0 – 0                                                                   | Slovenia                                                                | Amichevole                                                              | -                                                                       | 89’                                                                     |
| 17-4-2002                                                               | Lubiana                                                                 | Slovenia                                                                | 1 – 0                                                                   | Tunisia                                                                 | Amichevole                                                              | -                                                                       | 67’                                                                     |
| 17-5-2002                                                               | Lubiana                                                                 | Slovenia                                                                | 2 – 0                                                                   | Ghana                                                                   | Amichevole                                                              | 1                                                                       | 61’                                                                     |
| 2-6-2002                                                                | Gwangju                                                                 | Spagna                                                                  | 3 – 1                                                                   | Slovenia                                                                | Mondiali 2002 - 1º turno                                                | -                                                                       | 63’                                                                     |
| 21-8-2002                                                               | Trieste                                                                 | Italia                                                                  | 0 – 1                                                                   | Slovenia                                                                | Amichevole                                                              | -                                                                       | 36’ 89’                                                                 |
| 7-9-2002                                                                | Lubiana                                                                 | Slovenia                                                                | 3 – 0                                                                   | Malta                                                                   | Qual. Euro 2004                                                         | -                                                                       |                                                                         |
| 12-10-2002                                                              | Saint-Denis                                                             | Francia                                                                 | 5 – 0                                                                   | Slovenia                                                                | Qual. Euro 2004                                                         | -                                                                       |                                                                         |
| 12-2-2003                                                               | Nova Gorica                                                             | Slovenia                                                                | 1 – 5                                                                   | Svizzera                                                                | Amichevole                                                              | -                                                                       |                                                                         |
| 2-4-2003                                                                | Lubiana                                                                 | Slovenia                                                                | 4 – 1                                                                   | Cipro                                                                   | Qual. Euro 2004                                                         | 1                                                                       |                                                                         |
| 30-4-2003                                                               | Ta' Qali                                                                | Malta                                                                   | 1 – 3                                                                   | Slovenia                                                                | Qual. Euro 2004                                                         | 1                                                                       |                                                                         |
| 7-6-2003                                                                | Antalya                                                                 | Israele                                                                 | 0 – 0                                                                   | Slovenia                                                                | Qual. Euro 2004                                                         | -                                                                       | 83’                                                                     |
| 20-8-2003                                                               | Murska Sobota                                                           | Slovenia                                                                | 2 – 1                                                                   | Ungheria                                                                | Amichevole                                                              | -                                                                       | cap. 32’, 71’                                                           |
| 6-9-2003                                                                | Lubiana                                                                 | Slovenia                                                                | 3 – 1                                                                   | Israele                                                                 | Qual. Euro 2004                                                         | -                                                                       | cap.                                                                    |
| 10-9-2003                                                               | Lubiana                                                                 | Slovenia                                                                | 0 – 2                                                                   | Francia                                                                 | Qual. Euro 2004                                                         | -                                                                       | 65’                                                                     |
| 15-11-2003                                                              | Zagabria                                                                | Croazia                                                                 | 1 – 1                                                                   | Slovenia                                                                | Qual. Euro 2004                                                         | -                                                                       |                                                                         |
| 19-11-2003                                                              | Lubiana                                                                 | Slovenia                                                                | 0 – 1                                                                   | Croazia                                                                 | Qual. Euro 2004                                                         | -                                                                       |                                                                         |
| 18-2-2004                                                               | San Fernando                                                            | Polonia                                                                 | 2 – 0                                                                   | Slovenia                                                                | Amichevole                                                              | -                                                                       | 65’                                                                     |
| 31-3-2004                                                               | Celje                                                                   | Slovenia                                                                | 0 – 1                                                                   | Lettonia                                                                | Amichevole                                                              | -                                                                       |                                                                         |
| 28-4-2004                                                               | Lancy                                                                   | Svizzera                                                                | 2 – 1                                                                   | Slovenia                                                                | Amichevole                                                              | 1                                                                       | 89’                                                                     |
| Totale                                                                  |                                                                         | Presenze (7º posto)                                                     | 80                                                                      |                                                                         | Reti (1º posto)                                                         | 35                                                                      |                                                                         |

## Palmarès

### Club

#### Competizioni nazionali
- Campionato serbo: 1

Partizan: 1992-1993
- Campionato portoghese: 4

Porto: 1996-1997, 1997-1998, 1998-1999
Benfica: 2004-2005
- Coppa del Portogallo: 2

Porto: 1997-1998
Benfica: 2003-2004
- Supercoppa di Portogallo: 3

Porto: 1996, 1998, 1999
- Campionato greco: 1

Olympiakos: 1999-2000